# Modena Football Club 1930-1931
Questa voce raccoglie le informazioni riguardanti il Modena Calcio nelle competizioni ufficiali della stagione 1930-1931.

## Stagione
Nella stagione 1930-1931 il Modena ripassa nelle mani di un allenatore italiano Giuseppe Forlivesi dopo tre stagioni, e disputa il secondo campionato di Serie A, raccogliendo 33 punti che valgono il decimo posto in classifica a pari punti con la Pro Vercelli. La Juventus vince lo Scudetto tricolore con 55 punti, retrocedono in Serie B il Livorno ed il Legnano. Ottima la partenza ed anche il girone di andata dei canarini, che ottengono 20 punti, chiudendolo in settima posizione, poi però calano alla distanza. Miglior marcatore di stagione Alfredo Mazzoni che firma 16 reti, in doppia cifra anche Venuto Lombatti preso dalla Reggiana, che ha segnato 11 reti.

## Rosa
| N. |                   | Ruolo | Calciatore        |
| -- | ----------------- | ----- | ----------------- |
|    | Italia (bandiera) | P     | Armando Fiorini   |
|    | Italia (bandiera) | P     | Arturo Policaro   |
|    | Italia (bandiera) | D     | Mario Baraldi     |
|    | Italia (bandiera) | D     | Rolando Camurri   |
|    | Italia (bandiera) | D     | Athos Garuti      |
|    | Italia (bandiera) | D     | Zorè Sabbadini    |
|    | Italia (bandiera) | D     | Duilio Setti      |
|    | Italia (bandiera) | C     | Aldo Aimi         |
|    | Italia (bandiera) | C     | Gino Ansaloni     |
|    | Italia (bandiera) | C     | Marino Cavazzuti  |
|    | Italia (bandiera) | C     | Afro De Pietri    |
|    | Italia (bandiera) | C     | Bruno Dugoni      |
|    | Italia (bandiera) | C     | Walter Guandalini |

| N. |                   | Ruolo | Calciatore             |
| -- | ----------------- | ----- | ---------------------- |
|    | Italia (bandiera) | C     | Aldo Pedrazzi          |
|    | Italia (bandiera) | C     | Giorgio Tedeschini     |
|    | Italia (bandiera) | A     | Antonio Carnevali      |
|    | Italia (bandiera) | A     | Giuseppe Carlo Ferrari |
|    | Italia (bandiera) | A     | Venuto Lombatti        |
|    | Italia (bandiera) | A     | Lidio Manzotti         |
|    | Italia (bandiera) | A     | Alfredo Mazzoni        |
|    | Italia (bandiera) | A     | Arrigo Morselli        |
|    | Italia (bandiera) | A     | Mario Nicolini         |
|    | Italia (bandiera) | A     | Angelo Piccaluga       |
|    | Italia (bandiera) | A     | Franco Scaramelli      |
|    | Italia (bandiera) | A     | Otello Subinaghi       |

## Risultati

### Campionato di Serie A

#### Girone di andata
| Arbitro: | Zorzi (Belluno) |

|               |           |          |
| Carnevali 69’ | Marcatori | 79’ Volk |

| Arbitro: | Bertoli (Vicenza) |

|          |           |                     |
| Braga 7’ | Marcatori | 39’ Aimi 62’ Dugoni |

| Arbitro: | Garbieri (Genova) |

|                              |           |  |
| A. Mazzoni 43’ Subinaghi 72’ | Marcatori |  |

| Arbitro: | Barlassina (Novara) |

|                                            |           |                                |
| G. Colombo 51’ It. Rossi 65’ Cazzaniga 77’ | Marcatori | 44’ Lombatti 73’ (rig.) Dugoni |

| Arbitro: | Carraro (Padova) |

|                                                |           |                      |
| Subinaghi 2’, 12’ A. Mazzoni 58’ Piccaluga 73’ | Marcatori | 3’ Ansaldo 88’ Patri |

| Arbitro: | Dani (Genova) |

|                                         |           |               |
| Mihalich 12’, 21’ A. Sallustro 16’, 52’ | Marcatori | 76’ Piccaluga |

| Milano 9 novembre 1930 7ª giornata | Ambrosiana        | 0 – 0 | Modena | Arena Civica\| Arbitro: \| Melandri (Genova) \| |
| Arbitro:                           | Melandri (Genova) |       |        |                                                 |

| Arbitro: | Tassinari (Firenze) |

|                     |           |  |
| A. Mazzoni 26’, 79’ | Marcatori |  |

| Arbitro: | Gonani (Ravenna) |

|                               |           |  |
| Carnevali 30’, 57’ A. Mazzoni | Marcatori |  |

| Arbitro: | Rovida (Milano) |

|                           |           |  |
| Maini 30’ Della Valle 63’ | Marcatori |  |

| Arbitro: | Omodei Zorini (Novara) |

|                                                 |           |           |
| Scaramelli 10’ A. Mazzoni 20’, 49’ Lombatti 64’ | Marcatori | 48’ Cidri |

| Arbitro: | Lenti (Genova) |

|              |           |                                          |
| Lombatti 87’ | Marcatori | 21’ P. Ferraris 28’ Seccatore 86’ Degara |

| Arbitro: | Tassinari (Firenze) |

|                                                  |           |              |
| Patrucchi 20’ Gardini 47’ L. Manzotti 78’ (aut.) | Marcatori | 72’ Lombatti |

| Arbitro: | Garbieri (Genova) |

|               |           |                       |
| Piccaluga 52’ | Marcatori | 32’ Munerati 57’ Orsi |

| Arbitro: | Guarnieri (Milano) |

|  |           |                     |
|  | Marcatori | 11’, 57’ Scaramelli |

| Arbitro: | U. Gama (Milano) |

|                                   |           |                            |
| Scaramelli 30’, 51’ Piccaluga 40’ | Marcatori | 1’ Et. Banchero 72’ Avalle |

| Arbitro: | Carraro (Padova) |

|                                            |           |  |
| Piccaluga 24’ Lombatti 75’ L. Manzotti 79’ | Marcatori |  |

#### Girone di ritorno
| Arbitro: | Zorzi (Belluno) |

|                                  |           |  |
| Fasanelli 17’ Volk 48’, 55’, 63’ | Marcatori |  |

| Arbitro: | Barlassina (Novara) |

|                                          |           |                                        |
| A. Mazzoni 6’ Piccaluga 39’ Lombatti 41’ | Marcatori | 21’ (aut.) Sabbadini 65’ (aut.) Dugoni |

| Arbitro: | U. Gama (Milano) |

|             |           |                |
| Imberti 43’ | Marcatori | 78’ A. Mazzoni |

| Arbitro: | Scarpi (Dolo) |

|                                             |           |                    |
| Lombatti 23’ Scaramelli 25’ L. Manzotti 34’ | Marcatori | 85’ (rig.) Borsani |

| Arbitro: | Caironi (Milano) |

|                                                    |           |                                        |
| El. Banchero 12’, 68’ Patri 23’, 39’ Stabile 45+1’ | Marcatori | 2’ Lombatti 63’, 75’ (rig.) A. Mazzoni |

| Arbitro: | U. Gama (Milano) |

|                    |           |  |
| Piccaluga 12’, 59’ | Marcatori |  |

| Arbitro: | Carraro (Padova) |

|                             |           |                                                            |
| A. Mazzoni 38’ Lombatti 72’ | Marcatori | 9’, 25’ Meazza 40’ Serantoni 43’ U. Visentin 61’ Blasevich |

| Arbitro: | Scarpi (Dolo) |

|                    |           |              |
| Gazzari 83’ (rig.) | Marcatori | 2’ Subinaghi |

| Arbitro: | Lenti (Genova) |

|                                               |           |               |
| Magnozzi 12’ G. Santagostino 60’ Sternisa 64’ | Marcatori | 36’ Subinaghi |

| Arbitro: | Rovida (Milano) |

|  |           |                         |
|  | Marcatori | 17’ Reguzzoni 42’ Maini |

| Arbitro: | Casetta (Milano) |

|                                                      |           |                              |
| Aliatis 7’, 51’ C. Ferrè 9’, 24’ Baccilieri 34’, 43’ | Marcatori | 73’ Subinaghi 88’ A. Mazzoni |

| Arbitro: | Guarnieri (Milano) |

|                                          |           |  |
| P. Ferraris 10’, 69’ F. Santagostino 43’ | Marcatori |  |

| Arbitro: | Ciamberlini (Genova) |

|                                                    |           |             |
| A. Mazzoni 2’, 66’ Lombatti 11’, 60’ Piccaluga 77’ | Marcatori | 70’ Gardini |

| Arbitro: | Melandri (Genova) |

|                                                     |           |              |
| Ferrari 16’ Orsi 23’ Rier 66’ Guandalini 72’ (aut.) | Marcatori | 79’ Morselli |

| Arbitro: | Biancone (Roma) |

|                                                                 |           |             |
| A. Mazzoni 20’ Del Torto 23’ (aut.) Scaramelli 69’ Nicolini 87’ | Marcatori | 4’ Corsetti |

| Arbitro: | Girelli (Verona) |

|                     |           |              |
| Cattaneo 33’ (rig.) | Marcatori | 11’ Morselli |

| Arbitro: | Barlassina (Novara) |

|                              |           |  |
| Malatesta 14’ J. Fantoni 78’ | Marcatori |  |

## Statistiche

### Statistiche di squadra
| Competizione | Punti | In casa | In casa | In casa | In casa | In casa | In casa | In trasferta | In trasferta | In trasferta | In trasferta | In trasferta | In trasferta | Totale | Totale | Totale | Totale | Totale | Totale | DR |
| Competizione | Punti | G       | V       | N       | P       | Gf      | Gs      | G            | V            | N            | P            | Gf           | Gs           | G      | V      | N      | P      | Gf     | Gs     | DR |
| ------------ | ----- | ------- | ------- | ------- | ------- | ------- | ------- | ------------ | ------------ | ------------ | ------------ | ------------ | ------------ | ------ | ------ | ------ | ------ | ------ | ------ | -- |
| Serie A      | 33    | 17      | 12      | 1       | 4       | 43      | 23      | 17           | 2            | 4            | 11           | 18           | 43           | 34     | 14     | 5      | 15     | 61     | 66     | -5 |

### Statistiche dei giocatori
| Giocatore     | Serie A  | Serie A |
| Giocatore     | Presenze | Reti    |
| ------------- | -------- | ------- |
| A. Aimi       | 18       | 1       |
| G. Ansaloni   | 1        | 0       |
| M. Baraldi    | 2        | 0       |
| R. Camurri    | 2        | 0       |
| A. Carnevali  | 10       | 3       |
| M. Cavazzuti  | 1        | 0       |
| A. De Pietri  | 26       | 0       |
| B. Dugoni     | 33       | 2       |
| G. Ferrari    | 2        | 0       |
| A. Fiorini    | 26       | -45     |
| A. Garuti     | 2        | 0       |
| W. Guandalini | 6        | 0       |
| V. Lombatti   | 25       | 11      |
| L. Manzotti   | 17       | 2       |
| A. Mazzoni    | 33       | 16      |
| A. Morselli   | 5        | 2       |
| M. Nicolini   | 7        | 1       |
| A. Pedrazzi   | 13       | 0       |
| A. Piccaluga  | 30       | 9       |
| A. Policaro   | 8        | -21     |
| Z. Sabbadini  | 26       | 0       |
| F. Scaramelli | 20       | 7       |
| D. Setti      | 34       | 0       |
| O. Subinaghi  | 12       | 6       |
| G. Tedeschini | 15       | 0       |